# Avatar: Frontiers of Pandora
Avatar: Frontiers of Pandora és un videojoc d'acció i aventura de món obert basat en la sèrie de pel·lícules Avatar de James Cameron. El joc està sent desenvolupat per Massive Entertainment i va ser publicat per Ubisoft per a Microsoft Windows, PlayStation 5, Xbox Series X/S el 7 de desembre de 2023.

## Desenvolupament
El joc es va anunciar per primera vegada el març de 2017 quan Massive va anunciar que el seu proper títol important es basaria en Avatar de James Cameron. En una trucada d'inversors del 2021, es va revelar que el joc s'havia de llançar provisionalment entre l'abril del 2022 i el març del 2023. El títol es va anunciar com a Avatar: Frontiers of Pandora amb un tràiler a l'E3 2021 i es va anunciar per al llançament el 2022. El videojoc explicarà una història independent dins de l'univers Avatar.
El joc es va retardar el juliol de 2022 des de la seua finestra de llançament inicial de 2022 fins a l'any fiscal 2023-24 (abril de 2023 a març de 2024). Durant la presentació d'Ubisoft Forward de juny de 2023, es va revelar una data de llançament del 7 de desembre de 2023.